# Кінберг (Баварія)
Кінберг (нім. Kienberg) — громада в Німеччині, розташована в землі Баварія. Підпорядковується адміністративному округу Верхня Баварія. Входить до складу району Траунштайн. Складова частина об'єднання громад Обінг.
Площа — 22,83 км2. Населення становить 1406 ос. (станом на 31 грудня 2020).